# Janko Knapič
Janko Knapič, nadučitelj na Vidmu ob Savi, * 8. december 1862, Sv. Jedrt pri Laškem (=Sedraž), Slovenija, † 12. december 1929, Videm ob Savi (=Krško), Slovenija.

## Strokovno delo
Pedagoška monografija
- Roditeljsko pismo : pouk staršem in njih namestnikom o najvažnejših določbah dokončnega šolskega in učnega reda za ljudske šole ter tozadevnega izvršilnega predpisa / sestavil Janko Knapič. Ljubljana : Učiteljsko društvo za brežiški in sevniški okraj, 1910 (COBISS)

Domoznanska zbirka
- Zbirka zgodovinske in bajeslovne učne snovi za brežiški, kozjanski in sevniški šolski okraj, pri kateri sta sodelovala še učitelja J. Brinar in A. Skalovnik in je bila potrjena na uradni učiteljski konferenci na Vidmu, 18.julija 1903. Zbirka je v rokopisu. (COBISS)